# Bruno Cicognani

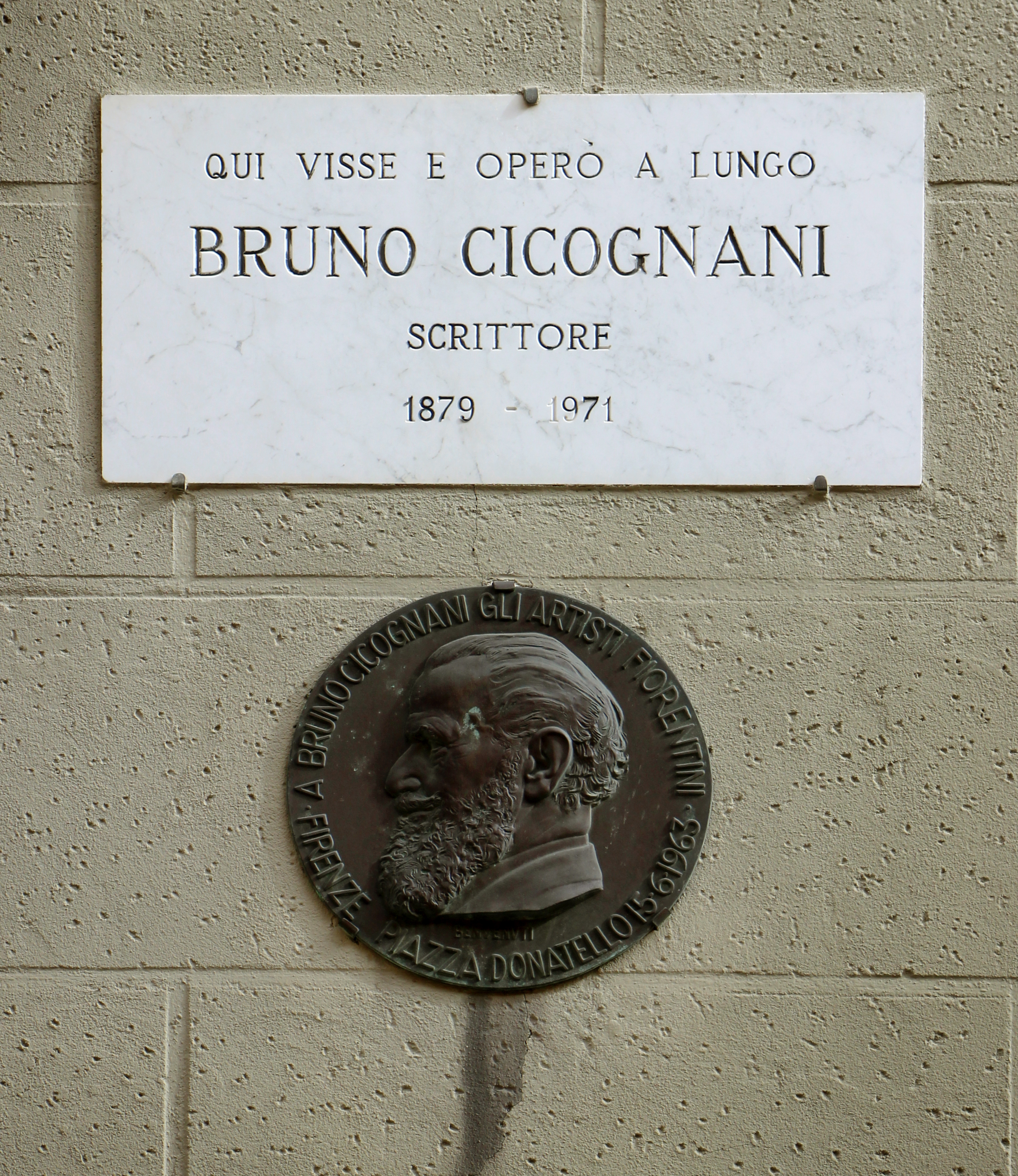
Lapide in via Laura a Firenze

Bruno Cicognani (Firenze, 10 settembre 1879 – Firenze, 16 novembre 1971) è stato uno scrittore e drammaturgo italiano verista.

## Biografia
La vita privata di Bruno Cicognani fu semplice e morigerata. Come egli stesso racconta nei due libri autobiografici L'età favolosa e Viaggio nella vita, suo padre Dante era un magistrato e musicista di origine romagnola; sua madre Giulia invece, sorella del poeta e critico Enrico Nencioni, aveva salde radici fiorentine. I suoi irrequieti anni giovanili furono occupati dagli studi scolastici e universitari: questi ultimi oscillarono tra le facoltà di lettere, medicina, scienze sociali, fino a sfociare nella «solita» laurea in giurisprudenza e nel successivo esercizio dell'avvocatura, che egli lasciò nel 1940.
In realtà, fin dal 1909 svolse un'intensa attività letteraria, che tra l'altro gli valse il massimo premio per la letteratura, dall'Accademia d'Italia. Visse sempre appartato, senza che ciò gli impedisse di essere moralmente partecipe delle vicende italiane del suo tempo. Trascorse gran parte della vita tra Firenze e le amate colline fiesolane. Tra le sue poche amicizie ci fu quella di Giovanni Papini, che durò fino alla morte dell'autore della Storia di Cristo.
Dalla metà degli anni cinquanta, Cicognani interruppe la produzione letteraria, per dedicarsi sia alle cure della moglie malata e improvvisamente cieca, sia alla impegnativa edizione dell'opera omnia presso l'editore Vallecchi (nove volumi pubblicati nell'arco di un decennio, dal 1955 al 1965).
Tra gli importanti riconoscimenti, il Premio Marzotto condiviso con Eugenio Montale e la medaglia d'oro conferitagli dal Presidente della Repubblica.
Muore a Firenze il 16 novembre del 1971 ed è sepolto nel cimitero monumentale delle Porte Sante di Firenze.
Nel quarantacinquesimo anniversario della sua morte, il Comune di Firenze ha apposto una targa a lui dedicata sulla facciata della casa in Firenze, via dei Servi 42, dove abitò per quasi trenta anni e scrisse le sue opere maggiori, tra cui La Velia e Villa Beatrice.

## Produzione letteraria e motivi dominanti
Il suo primo romanzo fu La crittogama (1909), quindi scrisse i racconti Sei storielle di nuovo conio (1917); Gente di conoscenza (1918); Il figurinaio e le figurine (1920), dove fece la descrizione dei quartieri più caratteristici di Firenze.
Seguirono i romanzi realistici, che traggono ispirazione dal dolore e dalla pietà, talvolta a metà strada tra caso clinico e psicologia:
La Velia (Treves 1923, Mondadori 1934, Vallecchi 1958 etc.), Villa Beatrice (1931) e La nuora (1954), quest'ultimo evidenziante il suo impegno cattolico e la profonda spiritualità. 
Successivamente il Cicognani scrisse: L'omino che ha spento i fochi di tendenza naturalistica, L'età favolosa (1940), romanzo autobiografico, che ricorda il mondo dell'infanzia, Viaggio nella vita (1952), Le fantasie, opera autobiografica.
Per i ragazzi pubblicò il libro di novelle Via della Sapienza; per il teatro scrisse il dramma Yo, el rey (1949).
Le sue opere principali (in particolare, i romanzi La Velia e Villa Beatrice) furono tradotte nella maggior parte delle lingue europee. C'è chi considera che la fortuna di questo scrittore in Italia sia «un po' sproporzionata, in senso negativo, al suo valore.»

## Opere
- La Crittogama (1909)
- Sei storielle di nuovo conio (1917)
- Gente di conoscenza (1918)
- Il figurinaio e le figurine (1920)
- La Velia (1923)
- Bellinda e il mostro[4], Sansoni, 1927
- Il museo delle figurine viventi (1928)
- Strada facendo (1929)
- Villa Beatrice (1931)
- L'omino che ha spento i fochi (1937)
- La mensa di Lazzaro (1938)
- L'età favolosa (1940)
- Dignità dell'uomo (traduzione da Pico della Mirandola) (1942)
- Barucca (1947)
- Yo, el Rey (1949)
- La poesia di Lorenzo dei Medici (1950)
- Viaggio nella vita (1952)
- La nuora (1954)

L'editore Mauro Pagliai sta ripubblicando le opere più importanti di Bruno Cicognani in edizione critica (dir. Marco Dondero): Le Novelle 1915-1929, a cura e con introduzione di Alessandra Mirra, Firenze 2012; Le Novelle 1930-1955, a cura e con introduzione di Valerio Camarotto, Firenze 2012; La Velia, a cura e con introduzione di Maria Panetta, Firenze 2015.

## Televisione
- La Velia, regia di Mario Ferrero (Rai Due), miniserie TV in quattro puntate, trasmessa dal 9 aprile 1978.

## Riconoscimenti
Nel 1962 l'Accademia Nazionale dei Lincei gli ha conferito il Premio Feltrinelli per la Letteratura.